# Chmielów (rejon włodzimierski)
Chmielów (ukr. Хмелів) – wieś na Ukrainie na terenie rejonu włodzimierskiego w obwodzie wołyńskim, liczy 205 mieszkańców.